# زاهورنیتسه
زاهورنیتسه (به چکی: Záhornice) یک منطقهٔ مسکونی در جمهوری چک است که در شهرستان نیمبورک واقع شده‌است. زاهورنیتسه ۱۷٫۰۶ کیلومتر مربع مساحت و ۳۶۲ نفر جمعیت دارد و ۲۱۱ متر بالاتر از سطح دریا واقع شده‌است.